# Vitális Sándor szakirodalmi nívódíj
A Vitális Sándor szakirodalmi nívódíj a Magyar Hidrológiai Társaságnak az Országos Vízügyi Főigazgatósággal közösen  alapított díja. Célja, hogy ösztönözzön a Magyar Hidrológiai Társaság munkaterületén végzett magas színvonalú, újszerű munka eredményeit bemutató, igényes szakcikk írására; ezúton is elősegítve az új, hatékony módszerek, eljárások elterjesztését. Jogelődje a Vitális Sándor pályadíj.
A díj alapításával, illetve adományozásával a Magyar Hidrológiai Társaság egyben emléket kíván állítani Vitális Sándor geológusnak, a társaságot több évtizeden át elnökként vezető, köztiszteletben álló tagjának. A nívódíjban évenként legfeljebb két, a kiosztást megelőző három naptári éven belül megjelent szakcikk írója vagy írói részesíthetők. A nívódíjjal posztumusz megjelent cikk is díjazható. A nívódíj könyvért vagy önálló kiadványért nem adományozható.
A szakirodalmi nívódíj jogelődje az 1976-ban alapított Vitális Sándor pályadíj, melynek odaítélésére egyetlenegyszer, 1979-ben került sor. 1980-ban a szakirodalmi nívódíjat „Vitális Sándor nívódíj” címen osztották ki.
Nívódíjban részesíthető minden olyan Magyarországon vagy külföldön, magyar vagy idegen nyelven megjelent szakcikk, melynek szerzője vagy szerzőinek legalább egyike a pályázat meghirdetésekor már legalább három éve (3–365 napja) a Társaság tagja.
A díjazott szakcikk valamennyi szerzője egy-egy díszes emléklapban részesül. Az emléklap szabályos A/4 méretű barna borjúbőr lap, amelynek felső részére a „VITÁLIS SÁNDOR NÍVÓDÍJ” felirat kerül. Ez alatt, ettől három hullámvonallal elválasztva van feltüntetve a pályázatot kiíró nevének hivatalos rövidítése, majd a nívódíjban részesült neve, s a lap legalján a nívódíj adományozásának az éve.

## Díjazottak

### 2023
- Dr. Lippai Anett, Farkas Rózsa, Dr. Szuróczki Sára, Dr. Szabó Attila, Dr. Felföldi Tamás, Marwene Toumi, Dr. Tóth Erika: Microbiological investigations of two thermal baths in Budapest, Hungary. Report: effect of bathing and pool operation type on water quality, Journal of Water and Health, 2020, 18, pp. 1020-1032.

### 2020
- Dr. Krett Gergely, Dr. Szabó Attila, Dr. Felföldi Tamás, Dr. Márialigeti Károly, Dr. Borsodi Andrea: The effect of reconstruction works on planktonic bacterial diversity of a unique thermal lake revealed by cultivation, molecular cloning and next generation sequencing / Partfal rekonstrukciós munkálatok hatása egy egyedülálló melegvízű tó planktonikus baktérium-diverzitására, vizsgálatok tenyésztésen, molekuláris klónozáson és piroszekvenáláson alapuló módszerekkel, Archives in Microbiology, 199, 2017, pp. 1077-1089.
- Nyeste Krisztián, Dobrocsi Patrik, Dr. Czeglédi István, Dr. Czédli Herta, Harangi Sándor, Dr. Baranyai Edina, Dr. Simon Edina, Dr. Nagy Sándor Alex, Dr. Antal László: Age and diet-specific trace element accumulation patterns in different tissues of chub (Squalius cephalus): Juveniles are useful bioindicators of recent pollution / A domolykó (Squalius cephalus) eltérő korú és táplálkozású csoportjai különböző szöveteinek fémakkumulációs vizsgálata. Az ivadékok mint a friss szennyezések bioindikátorai, Ecological Indicators, 101, 2019, pp. 1-10.
- Dr. Tóth András József, Haáz Enikő, Dr. Fózer Dániel, Dr. Nagy Tibor, Dr. Valentínyi Nóra, André Anita, Mátyási Judit, Dr. Balla József, Dr. Mizsey Péter: Vacuum evaporation and reverse osmosis treatment of process wastewaters containing surfactant material: COD reduction and water reuse / Felületaktív anyagokat tartalmazó technológiai hulladékvizek kezelése vákuumbepárlás és fordított ozmózis eljárásokkal: KOI csökkentés és újrahasználat, Clean Technologies and Environmental Policy, 21/4, 2019, pp. 861-870.

### 2019
- Dr. Engi Zsuzsanna: A Mura folyó kanyarulatvándorlásainak elemzése és hullámterének feliszapolódás vizsgálata 2D modellezéssel A Mura folyó hullámterének feliszapolólás vizsgálata II. rész Flood hazard modelling of the River Mura based on the silting up processes of the inundation area / A Mura folyó árvízveszély modellezése figyelembe véve a hullámtéri feliszapolódási folyamatokat - Doktori értekezés ismertetés, Hidrológiai Közlöny 2016., 96. évf. 1. szám, pp. 33-48., Hidrológiai Közlöny 2016., 96. évf. 2. szám, pp. 52-63., Hidrológiai Közlöny 2017., 97. évf. 3. szám, pp. 86-96.
- Kiss Katalin, Dr. Patziger Miklós: On the accuracy of three dimensional flow measurements at low velocity ranges in municipal wastewater treatment reactors / Háromdimenziós áramlásmérés pontossága alacsony sebességű tartományban nagyvárosi szennyvíztisztító telepi műtárgyakban, Flow Measurment and Instrumentation, Elsevier Ltd., 2018., (64) pp. 39-53.

### 2018
- Dr. Tóth András József, Haáz Enikő, Dr. Nagy Tibor, André Anita, Tarjáni Ariella Janka, Fózer Dániel, Angyalné Dr. Koczka Katalin, Valentínyi Nóra, Dr. Manczinger József, Rácz László, Tölgyesi László, Réti Gábor, Dr. Mizsey Péter: A körforgásos gazdaság vegyiparba épülésének példája: Újszerű, gazdaságos eljárás és berendezés technológiai hulladékvizek újrahasznosítására, Ipari Ökológia folyóirat (ISSN: 2416-3538), 2016, 4. évfolyam, 1. szám, 23-30. o.
- Dr. Konecsny Károly, Dr. Gauzer Balázs, Varga György: A 2006 tavaszán levonult nagy tiszai árvíz kialakulását befolyásoló hóviszonyok fő jellemzői, Hidrológiai Közlöny 96. évf. (2016.) 1. sz. 49-60. o.

### 2017
- Dr. Antal László, Dr. László Brigitta, Dr. Petr Kotlík, Dr. Mozsár Attila, Dr. Czeglédi István, Oldal Miklós, Kemenesi Gábor, Dr. Jakab Ferenc, Dr. Nagy Sándor Alex: Phylogenetic evidence for a new species of Barbus in the Danube River basin (Filogenetikai bizonyíték egy új márnafaj létezésére a Duna vízgyűjtőjén) Elsevier Molecular Phylogenetics and Evolution 96 (2016), pp. 187-194.
- Dr. Barna Zsófia, Dr. Kádár Mihály, Kálmán Emese, Róka Eszter, Szax Anita, Dr. Vargha Márta: Legionella prevalence and risk of legionellosis in hungarian hospitals (Legionella előfordulása és a legionellózis kockázata magyar kórházakban) Acta Microbiologica et Immunologica Hungarica, 62 (4), pp. 477-500. (2015)
- Dr. Ijjas István: Good Practices for Integrated Water Resources Management in EU and in Hungary (Az integrált vízgazdálkodás jó gyakorlatai az Európai Unióban és Magyarországon) Hidrológiai Közlöny 96. (2016), 3. szám, 8-15. o.

### 2016
- Dr. Rátky István: A Paksi Atomerőmű dunai hűtővíz csóva háromdimenziós számításának validálása - MHT XXXII. Országos Vándorgyűlés Szeged, 2014. 11. szekció: A hidrológia, hidraulika időszerű kérdései
- Kériné Dr. Borsodi Andrea, Szirányi Barbara, Dr. Janurik Endre, Jancsóné Kosáros Tünde, Krett Gergely, Dr. Márialigeti Károly, Dr. Pekár Ferenc: A baktériumközösségek filogenetikai diverzitásának és a vízkémiai jellemzők változásának vizsgálata egy hűtő-tározóban - Hidrológiai Közlöny 2013. 93. évf. 5-6. szám, 19-22. oldal

### 2015
- Zsugyel Márton, dr. Baranya Sándor, dr. Józsa János: Örvénydinamika és kaotikus elkeveredés folyami áramlásokban Természet Világa ? Káosz, környezet, komplexitás 2013/II. különszáma
- dr. Borics Gábor, Görgényi Judit, dr. Grigorszky István, dr. Török-Krasznai Enikő, Nagy-László Zsolt, dr. Tóthmérész Béla, dr. Várbíró Gábor: The role of phytoplankton diversity metrics in shallow lake and river quality assessment / A fitoplankton diverzitás mérőszámainak szerepe tavak és vízfolyások ökológiai állapotértékelésében Ecological Indicators 45 (2014) 28-36. (Elsevier)

### 2014
- dr. Plutzer Judit: Cryptosporidium és Gardia, mint vízszennyező patogének Magyarországon Orv. Hetil. 2013 Nov 17; 154 (46): 1836-42. doi: 10.1556/OH. 2013.29749
- dr. Dobos Irma: Mélységi vizeink számbavételének kialakulása Hidrológiai Közlöny 93. évf. 4. szám (2013) 6-20.

### 2013
- dr. Scheuer Gyula: A hazai egyes lemez-tektonikai szerkezeti egységek karsztos hévizeinek előzetes összehasonlító nyomelem vizsgálata Hidrológiai Közlöny 92. évf. 1. szám (2012) 1-12.
- Kern Anita, Bánfi Renáta, dr. Kádár Mihály, dr. Vargha Márta: Vízzel terjedő vírusok a hazai felszíni és fürdővizekben 2006-2009. Egészségtudomány LV. évf. 2. sz. (2011) 77-87.

### 2012
- Laky Dóra, Licskó István: Arsenic removal by ferric-chloride coagulatio - effect of phosphate, bicarbonate and silicate
- Barna Zsófia, Bánfi Renáta, Horváth Judit Krisztina, Kádár Mihály, Szax Anita, Vargha Márta: Legionella előfordulása különböző eredetű hálózati vízmintákban

### 2011
- Pattantyús-Ábrahám Margit, Tél Tamás, Krámer Tamás, Józsa János: Mixing properties of a shallow basin due to wind-induced chaotic flow Advances in Water Resources 31: pp. 525-534. (2008)
- Dr. Rátky István - Rátky Éva: Folyami tározók töltő-űrítő műtárgyainak vizsgálata 2 D numerikus modell segítségével MHT XXVIII. Országos Vándorgyűlés, 13 szekció: Számítógépes modellek alkalmazása a vízgazdálkodásban, 2010, ISBN 978-963-8172-25-9
- Borsodi Andrea, Knáb Mónika, Czeibert Katalin, Palatinszky Márton, Krett Gergely, Somogyi Boglárka, Vörös Lajos, Márialigeti Károly: Diverzitás vizsgálatok a Böddi-szék vizeinek planktonikus baktériumközösségein egy alga tömegprodukció idején Hidrológiai Közlöny 90 (6): 17-19, 2010

### 2010
- Dr. Kiss Áron Keve - Dr. Ács Éva - Dr. Kiss Keve Tihamér - Dr. Török Júlia Katalin: A protozoon közösség szerkezete és évszakos változása (heterotróf ostorosok, csillósok, amőboid egysejtűek) egy nagy folyó planktonjában (Duna, Magyarország), European Journal of Protistology 45 (2009) 121-138.
- Dr. Szigyártó Zoltán: A mértékadó árvízszint és a valószínűség, Hidrológiai Közlöny 2009. évi 1. szám

### 2009
- Dr. Nagy László: Jól graduált talajok áteresztőképességi együtthatója. Közúti és Mélyépítési szemle 58. évfolyam, 8. szám
- Dr. Marton Lajos: A hidrogeológia alapvető hidraulikai kérdései: A zárt és átszivárgó vízadó rendszerek hidraulikájának áttekintése. Hidrológiai Közlöny, 2008. 88. évf. 2. szám (1-10. old.)

### 2008
- Szűcs Péter, Tóth Andrea, Virág Margit: A leggyakoribb érték (MFV) módszerének alkalmazása a hidrogeológiai modellezésben. Hidrológiai Közlöny 2006. 4. szám (29-36. old.)
- Ács Éva: A Velencei-tó bevonatlakó algáinak tér-és időbeli változása, kapcsolata a tó ökológiai állapotával. Acta Biologica Debrecina, Oecologica Hungarica 17. 2007

### 2007
- Mádlné Szőnyi Judit, Simon Szilvia, Tóth József, Pogácsás György: Felszíni és felszínalatti vizek kapcsolata a Duna-Tisza közi Kelemen-szék és Kolon-tó esetében. Általános Földtani Szemle 30, (93-110 o.) Budapest, 2005.

### 2006
- Völgyesi István: Mennyit termelhetünk a felszínalatti vízkészletből. Hidrológiai Közlöny, 2005. évi 5. szám (20-24).
- Dr. Rátky István; Farkas Péter: A növényzet hatása a hullámtér vízszállító képességére. Vízügyi Közlemények, 2003. évi 2. füzet (246-265)

### 2005
- Scheuer Gyula: Mészképző ásványvízforrások és kiválásaikat befolyásoló tényezők. Hidrológiai Közlöny, 2003. évi 6. szám (339-347).
- Palkó György, Oláh József, Szilágyi Mihály: Az anaerob iszapkezelés energiatermelési és -hasznosítási lehetőségei. Hidrológiai Közlöny, 2004. évi 4. szám (33-40)

### 2004
- Speciár András: In situ estimate of food consumption of five cyprinid species in Lake Balaton (Öt pontyféle táplálékfelvételének in situ becslése a Balatonban). Journal of Fish Biology, Anglia, 2002, 60; (page:1250-1264.)
- Pálfai Imre: Magyarország aszályossági zónái. Vízügyi Közlemények, LXXXIV. évf. 2002. évi 3. füzet (323-357. old.)

### 2003
- Dr. Nagy István, Dr. Schweitzer Ferenc, Dr. Alföldi László: Hullámtéri hordalék-lerakódás (övzátony). Vízügyi Közlemények, LXXXIII. évf. 2001. évi 4. füzet (541-560. old.)
- Dr. Marton Lajos, Szanyi János: A talajvíztükör helyzete és a rétegvíz termelés kapcsolata Debrecen térségében. Hidrológiai Közlöny, LXXX. évf. 2000. évi 1. szám, (3- 13. old.)

### 2002
- Dr. Hajós Béla: Vízfolyások szabályozása a XXI. Században. Vízügyi Közlemények 2001. évi 1. füzet

- Illés Lajos, dr. Konecsnyi Károly: Az erdők hidrológiai hatása az árvizek kialakulására a Felső-Tisza vízgyűjtőjében. Vízügyi Közlemények 2000. évi 2. füzet

### 2001
- Dr. Oertel Nándor: Az akkumulátor szervezetek használhatósága a Dunában - nehézfém biomonitorozására. Hidrológiai Közlöny 1999. évi 6. szám
- Dr. Szlávik Lajos, Galbáts Zoltán, Kiss Attila, Kisházi Péter Konrád, dr. Rátky István: A Fehér-, Fekete- és Kettős Körös árvizei, árvízvédelmi rendszere és a Kisdelta szükségtározó. Vízügyi Közlemények 1999. évi 4. füzet

### 2000
- Dr. Dombay Gábor: Baktérium újraszaporodási jelenség az ivóvíz elosztó hálózatban. Hidrológiai Közlöny, 79. évf. 1999. évi 3. füzet, (181-188. old.)
- Mádlné Szőnyi Judit: Víztartó rendszerek sérülékenységének vizsgálata a dunántúli középhegység főkarsztvíztároló rendszer (DNy-i rész) példáján. Földtani Közlöny, 127. évf. 1997. évi 1-2. füzet, ( 19-83. old )

### 1999
- Dr. Szlávik Lajos - Bálint Gábor: Az 1997. tavaszi-nyári ár és belvizek és a védekezési munkák. Vízügyi Közlemények, LXXIX. évf. 1997. évi 4. füzet, (424 - 466. old.)
- Szabó Mátyás: A Velencei-tó vízháztartása. Vízügyi Közlemények, LXXIX. évf. 1997. évi 2. füzet, ( 173-187. old.)

### 1998
- Dr. Antal Emánuel: A Tisza szabályozásának éghajlatmódósító szerepe. Vízügyi Közlemények, LXXIX. évf. 1997. évi 1. füzet, (26 - 45. old.)
- Dr. Goda László: A Duna gázlói Pozsony - Mohács között. Vízügyi Közlemények, LXXVII. évf. 1995. évi 1. füzet, (71-102. old.)

### 1997
- Varsányi Zoltánné: A Dél-Alföld felszín alatti vizei. Eredet, kémiai evolúció és vízmozgás a jelenlegi kémiai összetétel tükrében. Hidrológiai Közlöny, 1994. 74. évf. 4. sz. (193-202)
- Dr. Szlávik Lajos - Galbáts Zoltán - Kiss Attila: Az 1995. decemberi Körös-völgyi árvíz és a szükségtározások hidrológiai elemzése és értékelése. Vízügyi Közlemények, LXXVIII. évf. 1996. 1.füzet (69-104.)

### 1996
- Fejér László - Baross Károly: A magyar Felső-Duna - történeti szemléletben. Hidrológiai Közlöny 1994 évi 74. évf. 5. számában, a 280-291 old.
- Szél Sándor - Gáspár Csaba: Kvázi-analitikus számítási eljárás az egydimenziós vízmozgás és a szennyezőanyag-terjedés modellezésében I-II. Hidrológiai Közlöny 1992 évi 72. évf. 5-6 számában, a 264-268. old. illetve az 1993 évi 73. évf. 2. számának 65-71 old.

### 1995
- Fejér László - Dr. Koltay József: Gróf Széchenyi Istvánra emlékezve: A vízgazdálkodási társulatok múltja és jelene. Vízügyi Közlemények 1993.
- Dr. Gáspár Csaba - Dr. Józsa János - Simbierowitz Pawel: Új szemlélet a numerikus hidraulikában. Hidrológiai Közlöny 1994.

### 1994
- Dr. Tarján Tibor - Vasvári Lászlóné: Hidrogén-karbonát ciklusban nitrátszelektív anioncserélő gyantával folytatott kísérletek eredményei. Hidrológiai Közlöny 1992.
- Dr. Völgyesi István: Mederkapcsolati hatásfok. Hidrológiai Közlöny 1993.

### 1993
- Dr. Szesztay Károly: Az éghajlatváltozás vízgazdálkodási és hidrológiai vonatkozásai. Vízügyi Közlemények 1991.

### 1992
- Dr. Szepessy József: Árvízvédelmi gátak töltésének repedései - a kúszási repedés. Hidrológiai Közlöny 1991.
- Dr. Pálfai Imre: "Az 1990. évi aszály Magyarországon. Vízügyi Közlemények 1991.

### 1991
- dr. Szeredi István: A prédikálószéki szivattyús energiahordozó szerepe az energiarendszerben. Vízügyi Közlemények 1988.
- Nováky Béla: A globális éghajlati változások társadalmi - környezeti vizsgálata. Vízügyi Közlemények 1989.

### 1990
- dr. Laczay István: Folyószabályozás, ipari kotrás és parti szűrésű vízbázis. Vízügyi Közlemények 1987. 1988. 1989.
- dr. Dévai István - dr. Felföldy Lajos - dr. Wittner Ilona - Plósz Sándor: Foszfin kimutatása: a vizek foszforforgalma új megvilágításban. 1988. Nature

### 1989
- dr. Domokos Miklós - Sass Jenő: A Duna ?medence sok évi átlagos vízmérlege. A Duna-medencébe eső ország terület részek vízmérlegei. Vízügyi Közlemények 1985. 1986.
- dr. Völgyesi István: A talajvízszint szabályozás szivárgó - csatornával. Vízügyi Közlemények 1986.

### 1988
- Várszegi Csaba - Csernyánszky László - dr. Kolin László: A budapesti vízművek új ózonfejlesztő telepével kapcsolatos tapasztalatok. 1987. zürichi 8th World Congress
- dr. Petrasovits Imre - dr. Szalai György: A mezőgazdasági vízgazdálkodás hosszú távú fejlesztését megalapozó előrejelzés.Vízügyi Közlemények. 1986.

### 1987
- dr. Somlyódy László - dr. Licskó István - Fehér János - Csányi Béla: A Sajó kadmium szennyezettségének vizsgálata. A Sajó kadmium szennyezettségének modellezése. Vízügyi Közlemények. 1985.
- dr. Juhász József: A fővárosi hévízkészlet és célszerű hasznosítása. Hidrológiai Közlöny. 1984.

### 1986
- dr. Karácsonyi Sándor: Alföldi talajvizek metángázosságának vízföldtani prognózisa. Hidrológiai Közlöny. 1983.
- dr. Pálfai Imre: Síkvidéki vízrendezés időszerű kérdései. Vízügyi Közlemények. 1985.

### 1985
- dr. Szlávik Lajos: Árvízi szükségtározók tervezése és üzemeltetése. Vizügyi Közlemények. 1983.
- dr. Szepessy József: Szemcsés és kötött talajok járatos eróziója, illetve megfolyósodása árvízvédelmi gátakban. Hidrológiai Közlöny, 1983.

### 1984
- dr. Domokos Miklós: A tározószámítás tömeggörbe módszerei, és ezek összehasonlítása a rendszertechnikai módszerekkel. Műszaki Tudomány, 1982.
- Dövényi Péter - Horváth Ferenc - Liebe Pál - Gálfi János - Erik Imre: Magyarország geotermikus viszonyai. Geofizikai Közlemények 1983.

### 1983
- dr. Benedek Pál - dr. Licskó István - Uzarowitcz Román: Szervetlen mikroszennyezők eltávolítási lehetőségei a szennyvíztisztításban. Hidrológiai Közlöny. 1981.
- dr. Szolnoky Csaba: A folyók hőszennyezésének folyamatai. A hőszennyezés jellegzetes fizikai folyamatai hazai nagy folyóinkon és a hőszennyezés fizikai és vízibiológiai folyamatainak kapcsolatáról. Hidrológiai Közlöny 1980. évi 8. és 9., továbbá az 1981. 1. számban megjelent összefüggő cikksorozatáért

### 1982
- dr. Csanády Mihály - Kárpáti Zoltán: Az ivóvíz klórozásakor keletkező daganatkeltő vegyületek mennyisége és jelentősége. Hidrológiai Közlöny, 1981.
- Böcskei László - Écsi Imre - Nagy Gábor - Vígh Zoltán: A mosonmagyaróvári duzzasztómű építése. Vízügyi Közlemények. 1979.

### 1981
- dr.Joó Ottó - Lotz Gyula: A Zala folyó szerepe a Balaton eutrofizálódásában. Vízügyi Közlemények. 1980.
- Juhász József - dr. Bulkai Lajos: Szűrési sebesség növelése kétrétegű zárt szűrőben. VITUKI Közlemények. 1979.

### 1980
- dr. Toókos Ildikó: Az eleveniszapos szennyvíztisztítási folyamatok vizsgálata a nagy szervesanyag tartalmú élelmiszeripari szennyvizeknél. 1977. angol nyelven az Effluent and Water Treatment Journal-ban
- dr. Korim Kálmán: A hazai hévíz előfordulások hidrogeológiai alapjai. 1978. MTA X. osztályának közleményei.

### 1979
- dr. Szalay Miklós: Folyók vízhozam adatainak javítása vízállásadatok felhasználásával. Hidrológiai Közlöny. 1978
- Kornisné Akantisz Zsuzsanna: Mozgómedrű folyószabályozási kisminta tervezése és bearányosítása. Mozgómedrű folyószabályozási kisminta kísérletek. Hidrológiai Közlöny. 1976. 8. és 1977. 12.

1. ↑  Kitüntetettek 1992-2005 között Archiválva 2008. október 18-i dátummal a Wayback Machine-ben (Megtekintve: 2011. márc. 23.)
2. ↑  A Magyar Hidrológiai Társaság Honlapja. www.hidrologia.hu. (Hozzáférés: 2018. június 3.)